# Xylocampa deficiens
Xylocampa deficiens är en fjärilsart som beskrevs av Turner 1945. Xylocampa deficiens ingår i släktet Xylocampa och familjen nattflyn. Inga underarter finns listade i Catalogue of Life.